# Liste der angolanischen Botschafter in den Vereinigten Staaten

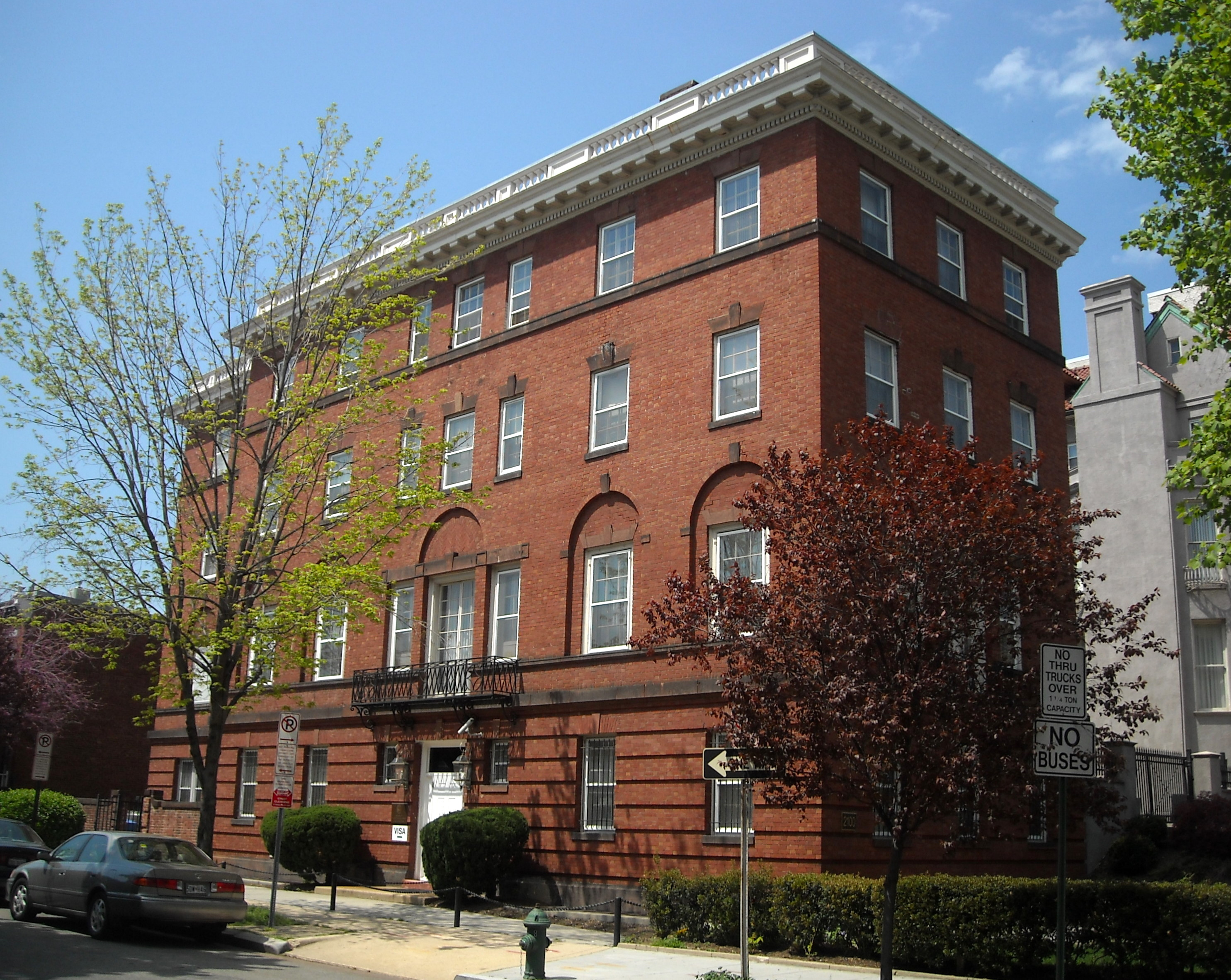
Das Gebäude der angolanischen Botschaft in der 16th Street Northwest in Washington, D.C. wurde in den 1910er Jahren erstellt, zu seinen Eigentümern gehörte Charles Evans Hughes, während er 1916 dem U.S. Supreme Court vorsaß und zum US-Präsidenten kandidierte und der bulgarischen Regierung als bulgarische Botschaft. Der Verkehrswert wurde 2009 mit 2,847,170 USD taxiert.

Das Kabinett George H. W. Bush eröffnete am 10. Januar 1992 ein Verbindungsbüro in Luanda, das Jeffrey Millington leitete. Das Kabinett Clinton erkannte am 19. Mai 1993 die Regierung von Marcolino Moco an, hob das Waffenembargo auf und konnte legal tödliche Hilfe liefern.
| Ernannt / Akkreditiert | Leiter der Auslandsvertretung   | Bemerkungen                                                                                          | ernannt von             | akkreditiert bei | Posten verlassen |
| ---------------------- | ------------------------------- | --- | ----------------------- | ---------------- | ---------------- |
| 11. Dez. 1993          | José Gonçalves Martins Patrício | | Marcolino Moco          | Bill Clinton     | 1995             |
| 1995                   | António França                  | | Marcolino Moco          | Bill Clinton     | Dez. 2000        |
| 23. März 2001          | Josefina Pitra Diakité          | Josefina Perpétua Pitra Diakité seit 1991 im auswärtigen Dienst, seit 2011 Botschafterin in Pretoria | José Eduardo dos Santos | George W. Bush   | 2. Juni 2011     |
| 9. Sep. 2011           | Alberto do Carmo Bento Ribeiro  | [ 2 ]                                                                                                | José Eduardo dos Santos | Barack Obama     |                  |